# Vlha hnědohlavá
Vlha hnědohlavá (Merops leschenaulti) je pták z řádu srostloprstých dlouhý 18 až 20 cm. Živý se převážně hmyzem, zejména včelami, vosami a sršni. Snáší     5 až 6 bílých vajec.

## Popis
Na rozdíl od většiny ostatních vlhovitých nemá vlha pestrá uprostřed ocasu dvě dlouhá ocasní pera. Čelo, temeno a šíje jsou kaštanové, zbytek hlavy je žlutobéžový. Pod hlavou je na krku kaštanový pruh a černý pruh. Přes oko se táhne černá oční páska. Zobák je dlouhý a černý. Křídla, hruď a břicho jsou zelené, hřbet a ocas modré až zelené.

## Výskyt
Žije převážně na indickém subkontinentu a v jemu sousedících oblastech od Indie po jihovýchodní Asii, včetně Thajska, Malajsie a Indonésie.